# 金山区 (上海市)
金山区，是上海市的一个市辖区。1997年撤县设区，取代金山县。位于长江三角洲南翼，上海市西南部。东邻奉贤区，西与浙江省平湖市、嘉善县交界，南濒杭州湾，北与松江区、青浦区接壤。区境东南部有全国特大型化工企业上海石油化工股份有限公司和上海化学工业区。區人民政府駐山阳镇金山大道2000号。

## 历史

### 古代
金山在公元前4000年左右成陆，新石器时代時期有人開始在此居住。

### 近代
1862年5月，太平軍與淮軍清軍綠營及法軍海軍中將卜羅德率領法軍2500名聯軍，於金山展開激烈爭奪戰，卜洛德於某日午後作戰身亡，慈禧太后贈紫貂皮並追晉升清軍提督。

### 现代
1937年9月，日軍侵華參加淞滬戰役增援部隊海軍陸戰隊師團自此登陸。
1958年，金山縣與川沙縣、青浦縣、南滙縣、松江縣、奉賢縣、崇明縣由江蘇省划归上海市。
1997年5月12日，经国务院批准，原金山县和中石化上海金山实业公司联合建政、撤县建区，掀开了金山历史崭新的一页。金山成为了上海远郊第一个建区的区县。

## 地理
金山地区6400年前已成陆，全境地势低平，地面高程自北西至东南略有升高，西临杭嘉湖浙水下游，受浙江客水和黄浦江潮水之利，河渠交织成网。区内有上海地区仅存的古海岸遗址漕泾古冈身沙冈，戚家墩、查山、亭林、招贤浜、南阳港等古文化遗址。有23.3公里海岸线。距陆地东南6.2公里海面上有大金山、小金山、浮山岛（俗称：乌龟山）三岛，大金山海拔103.4米（吴淞高程），是上海市地面最高点，山上生长着上海地区陆上早已绝迹的原始植被和珍稀植物，是区境内正待开发的重要旅游资源之一。

### 气候
全区为亚热带季风气候。

### 岛屿
区境杭州湾水域有大金山岛、小金山岛和浮山岛三座岛屿，并设有上海市金山三岛自然保护区。

### 河流
区内河网密布，有秀洲塘，中官塘，掘石港，胥浦塘，紫石泾，龙泉港等。

### 山丘
区内有秦望山、查山、甸山三座剥蚀残丘。

## 行政区划
金山区现下辖1个街道、9个镇：
- 街道办事处：石化街道

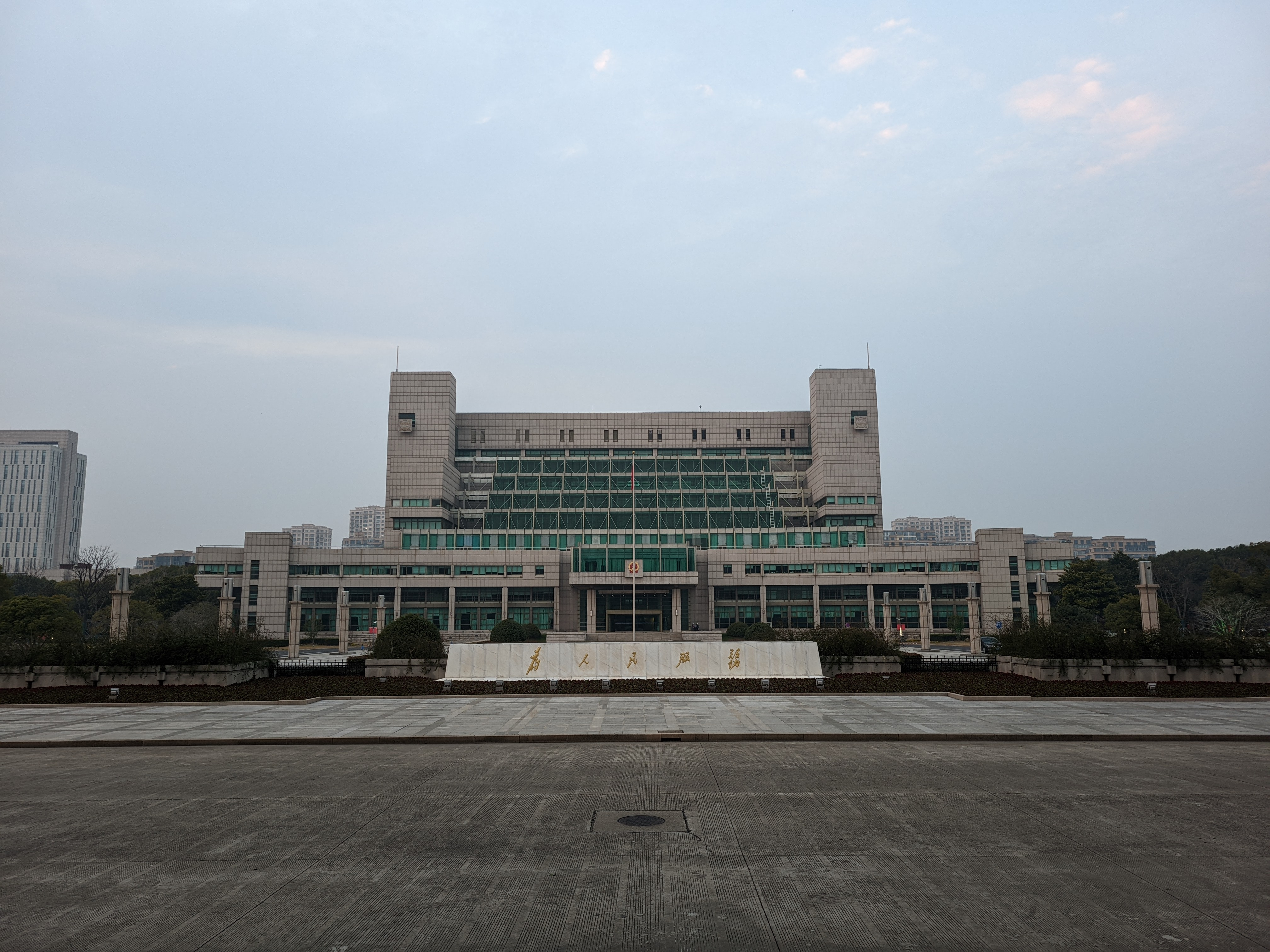
上海市金山区人民政府，图右为其公共图书馆

- 镇：枫泾镇、朱泾镇、亭林镇、漕泾镇、山阳镇、金山卫镇、张堰镇、廊下镇、吕巷镇
- 工业区：金山工业区（原朱行镇）

| 镇（街道）名称 | 面积（平方公里）         | 常住人口（万人） | 户籍人口（万人） |
| -------------- | ------------------------ | ---------------- | ---------------- |
| 石化街道       | 19.13                    | 8.93             | 5.92             |
| 朱泾镇         | 75.66                    | 12.32            | 9.53             |
| 枫泾镇         | 91.70                    | 8.20             | 5.15             |
| 张堰镇         | 34.96                    | 3.93             | 2.22             |
| 亭林镇         | 121.43（包含金山工业区） | 9.95             | 4.86             |
| 吕巷镇         | 59.47                    | 4.36             | 3.14             |
| 廊下镇         | 46.87                    | 2.77             | 2.15             |
| 金山卫镇       | 55.03                    | 9.46             | 5.14             |
| 漕泾镇         | 57.13                    | 3.13             | 1.57             |
| 山阳镇         | 42.09                    | 14.26            | 9.36             |
| 金山工业区     |                          | 4.96             | 2.29             |
| 区内镇外       | 9.56                     |                  |                  |
| 合计           | 613.03                   | 82.28            | 51.32            |

## 人口
根据2020年末第七次全国人口普查数据，金山区常住人口为822776人，其中外来常住人口为309579人，占比37.6%。男性人口为437838人，占53.2%；女性人口为384938人，占46.8%。
全区常住人口中，居住在城镇的人口为506732人，占61.6%；居住在乡村的人口为316044人，占38.4%。各街镇中，山阳镇人口数最多，廊下镇人口数最少。

## 文化

### 方言

#### 语言分区
金山方言属于吴语区太湖片苏、沪、嘉小片。金山方言内部大致可以分为三小区。
- 朱泾区：包括朱泾镇、吕巷镇、廊下镇、张堰镇、金山卫镇、山阳镇、漕泾镇和亭林镇的松隐地区（原松隐镇）。其中，朱泾、松隐、吕巷、张堰等地方言是典型的金山方言。廊下和金山卫镇的钱圩地区有浙江口音。
- 亭林区：包括亭林镇的亭林地区和朱行地区、漕泾地区（金山工业区地区）。语音特点与松江话（以松江城区方言为代表）相同。
- 枫泾区：包括枫泾镇。语音特点与浙江的嘉善、平湖相同。

#### 语言特色
金山方言中的一些习惯用语，富有地方特色，幽默、形象化，比喻生动，表达力很强。如：五斤哼六斤（比喻气势汹汹，蛮不讲理）；三代勿出舅家门（形容一脉相承）等。常用词汇极为丰富。如：日头（太阳）；劳曹（垃圾）；花头劲、花样劲（主意、办法）等。此外，金山方言的语法也是很值得研究的。如：在动词后接上“仔”，表示动作完成。例：吃仔饭再走。金山方言中广为流传的谚语、歇后语不下千百条，丰富多彩。如：和尚撑伞——无法（发）无天；胡桃里肉——不敲不出。

### 金山农民画
金山农民画，是在金山土壤中生长出来的一朵现代民间艺术奇葩。金山农民画起源于1972年，是特殊人群——金山农民在特定时期的画作，这些画丰富地表现了人们的日常生活。再现生产的场面和丰收的喜悦，有浓厚的风土人情，这些画既充满了悠久的文化传统又见证了时代的变迁。
金山农民画，源于民间的蓝印花布、灶壁画、剪纸、刺绣、编织、木雕、砖刻、泥塑等传统工艺，根植于金山五百八十六平方公里的沃土、有着广泛的群众基础。她以江南水乡、风土人情和现实生活为主要题材，构思质朴、线条流畅、着色鲜明、对比强烈、夸张多变，朴中见雅、拙中藏巧，有着强烈的生活气息和艺术表现力。
金山农民画已经走向世界，它形象地袒露了中国农民热爱土地，热爱人、热爱植物与动物的淳朴和爱心，这种爱心也是世界人民世代相传，追求美好生活的永恒的主旋律。金山农民画在世界性文化交流中起到民族文化和艺术形象大使的双重作用，日本仙台宫城大学甚至将金山农民画优秀作品列为终身教育的教材。金山农民画是金山乃至上海的一个文化品牌，在国际上也颇具影响力。
金山农民画的创作是无形的，它存在与人的头脑中，民俗的成分占了许多，它没有学院派的专业技巧，是对过去生活的一种“美好记忆”，这种记忆本身带有农民对于生活的审美眼光，而这种审美记忆很容易丢失，这些古老的文化因子源于田野、传承于田野、也濒临着消失在田野的危险。
由于金山农民画艺术的非物质文化意义，金山农民画艺术于2007年6月列入上海市非物质文化遗产名录。

## 经济

### 经济指标
2020年，金山区地区生产总值完成828.6亿元，下半年累计增速5.1%，较上半年提升5.8个百分点。财政总收入完成466.3亿元，其中区级地方财政收入完成126.3亿元，下半年平均增速37%，较上半年提升49.7个百分点。全社会固定资产投资完成306.5亿元，同比增长5%，首次突破300亿元大关。社会消费品零售总额实现386.1亿元，下半年累计增速5.9%，较上半年提升21.8个百分点。

### 产业结构
金山在1997年建区之前是一个农业大县。1997年之后，区委区府推动金山产业结构转型，目前已经形成了“二三一”的产业结构格局。截至2008年，金山区的第二产业比重占到整个GDP比重的64%，第三产业比重占到32%，第一产业占4%。经过10多年的发展，金山的第一、二和三产业都各自形成了各自的产业格局。在农业方面主要有四大主导产业：优质稻米、绿色蔬菜、名优瓜果和特种养殖。第二产业的四大主导产业是：化工医药、机械电子、纺织服装和整车及汽车零部件。而在第三产业方面，金山正在着重发展生产型服务业，尤其是为建设国际化工城服务的化工物流行业。
未来，金山将继续深化产业结构调整。其中，将着力巩固先进制造业，培育新兴产业，加快现代服务业发展。推动一批重大项目建设，如上海漕河泾综合保税区金山功能区。

### 区域规划
目前，金山在完善和丰富原有的“一线两轴三区”（即：海岸线；亭枫、亭卫发展轴；金山新城、金山工业区、金山现代农业园区）即“四大组团”（即滨海新城、亭林新区、古镇风貌、现代农业四个组团）的区域发展规划的基础上，提出了“城镇联动，双轴发展，绿心聚核，多点均衡”的区域发展战略。

#### 城镇联动

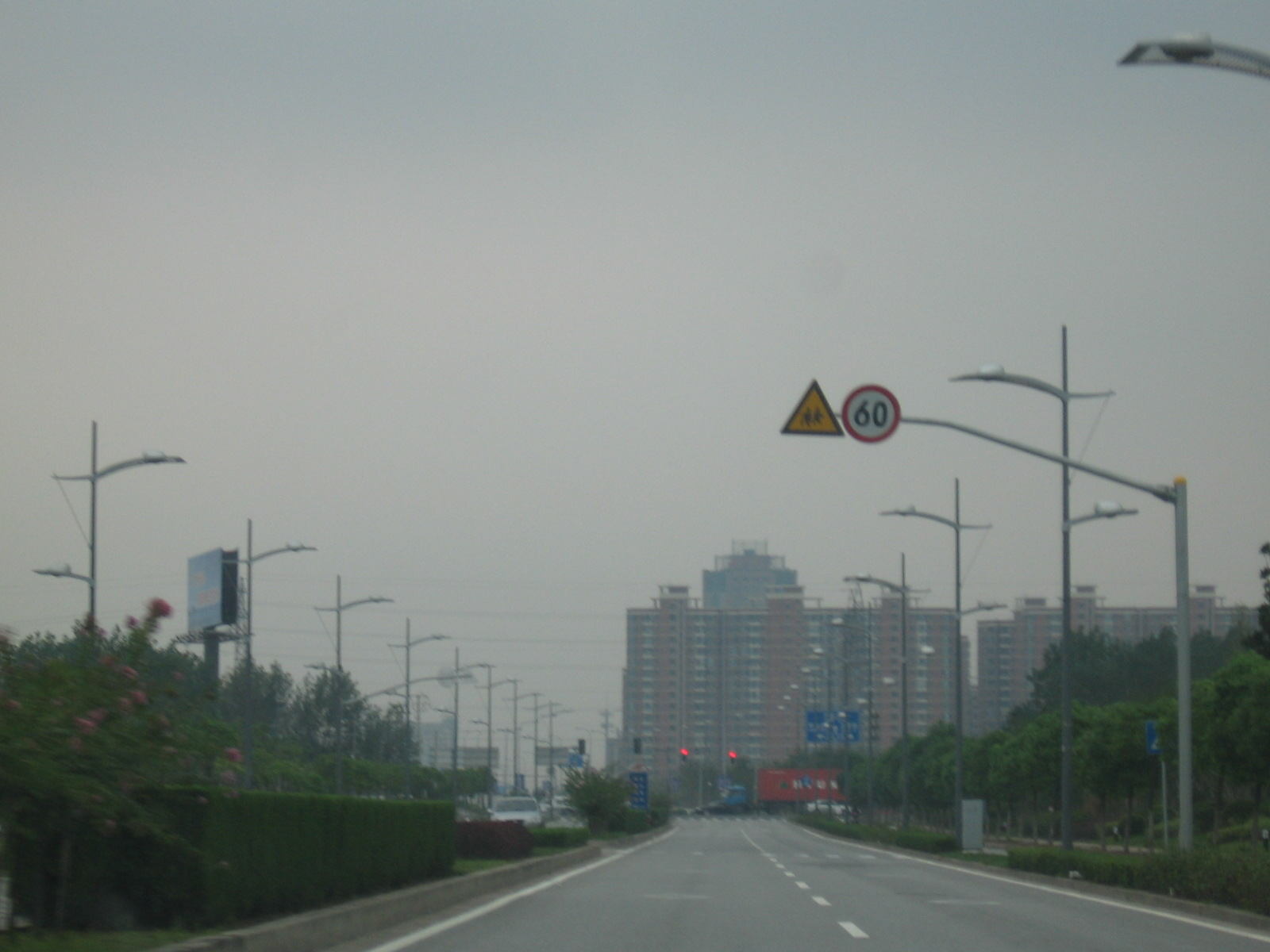
从松卫南路看金山新城

城镇联动概括而言，即“1158”：1个新城，指金山新城。1个特色镇，即枫泾特色镇。5个新市镇，即朱泾、亭林、张堰、吕巷、廊下五镇。80个左右中心村。其中，金山新城和枫泾特色镇将作为重点进行建设。

##### 金山新城
金山新城是金山区的政治、经济、文化中心。其位于金山区南部，主要包括石化街道及金山卫镇和山阳镇的部分地区。经过多年的建设，金山新城已经初具雏形。
而根据规划，至2020年，金山新城将建设成为占地41平方公里，人口规模40万人，以生产性服务业和创新产业为支撑的杭州湾北岸滨海新城。

#### 双轴发展
金山经过多年的发展，已经形成了亭枫发展轴（即320国道 亭枫公路沿线，串联起枫泾、朱泾、亭林三镇）和亭卫发展轴（即亭卫公路沿线，串联起亭林、金山工业区、金山新城等街镇）两条发展轴。未来，金山将继续以双轴作为主要发展带，使双轴沿线街镇联动发展。

#### 绿心聚核
金山中部将以生态建设作为主要工作。绿心将依托以建成的金山现代农业园区以及在建中的金奉生态走廊，使金山中部形成生态绿色核心。

#### 多点均衡
主要以5个新市镇以及中部绿心建设互相依托，并形成各自特色。

## 交通
沪昆铁路、金山铁路支线、G60沪昆高速/G92杭州湾环线、G15沈海高速、G1503上海绕城、S4沪金高速，320国道（亭枫公路），228国道等多条铁路、公路构成陆上交通网络。

### 高速公路
（路名下为金山区境内的高速公路出入口和立交）

#### 国家高速公路
G15沈海高速（上海段）
- ：亭林立交，多向互通立交，连接G1501上海绕城、亭卫公路
- ：金山工业区出入口，普通出入口，连接金山工业区大道
- ：山阳立交，多向互通立交，连接S4沪金高速、亭卫公路
- ：金山新城出入口，普通出入口，连接杭州湾大道
- ：新卫立交，四向互通立交，南北向为S19新卫高速，东西向为本线
- ：沪浙收费站

G60沪昆高速（上海段）/G92杭州湾环线高速（上海段）
- ：枫泾收费站
- ：枫泾服务区
- ：G320亭枫公路（枫泾）出口，普通出入口
- ：枫泾立交，多向互通立交，连接S36亭枫高速（位于浙江省境内）

G1503上海绕城高速
- ：亭林立交，多向互通立交，连接G15沈海高速、亭卫公路
- ：松卫南路出口（预留）
- ：新农立交，四向互通立交，连接S19新卫高速、S36亭枫高速
- ：G320亭枫公路（新农）出口，普通出入口

#### 省级高速公路
S19新卫高速
- ：新农立交，四向互通立交，北侧和东侧为G1501上海绕城，西侧为S36亭枫高速，南侧为本线
- ：吕巷出入口，普通出入口
- ：张堰出入口，普通出入口
- ：金山卫立交，四向互通立交，东西向为G15沈海高速，南北向为本线
- ：金山卫收费站

S36亭枫高速
- ：新农立交，四向互通立交，北侧和东侧为G1501上海绕城，南侧为S19新卫高速，西侧为本线
- ：朱泾出入口，普通出入口，连接沈浦泾南路
- ：兴塔出入口，普通出入口，连接兴新公路
- ：枫泾立交，双向互通立交，连接G60沪昆高速/G92杭州湾环线（位于浙江省境内）

S32申嘉湖高速
- ：朱枫公路出入口，普通出入口

### 干线公路
- 国道： 228国道、 320国道（车亭公路-亭枫公路）
- 省道： 124省道松卫北路-松卫南路、 223省道浦卫公路、 225省道朱枫公路、 301省道新卫公路-金山大道（新卫公路-杭州湾大道段）-杭州湾大道、 324省道叶新公路、 325省道南亭公路
- 县道： 016县道沪杭公路、 017县道松金公路（松江区界-亭枫公路、亭枫公路-金山大道）、 031县道廊平公路、 249县道漕廊公路、 250县道亭卫公路、 251县道亭卫南路、 252县道金张公路、 253县道金张支线、 256县道朱山路、 257县道田阳路、 258县道秦弯路、 259县道朱吕公路-金山工业区大道、 262县道庄胡公路-天华路、 264县道金石北路-金石南路、 265县道朱平公路、 267县道大亭公路、 501县道兴新公路、金廊公路、金张辅道、枫美路-枫冠路、兴豪路、刘建路、时代大道、亭朱公路-金舸路、荣昌路、宏尊路、环枫北路、建安路、天工路、兴北路、景邱路-景钱路、金山大道（浙江省界-新沪杭公路）
- 在建： 320国道（新线）南枫公路、奉朱公路
- 规划：茸卫公路（部分建成）、新沪杭公路

### 公交汽车
- 石梅线、上石线、莲卫线、莲石线、虹桥枢纽7路、莲朱线、莲金线、莘金线、虹桥枢纽8路、枫梅线、莲枫线、莲廊线等线路通往上海市区[13]。
- 松江、青浦、嘉定、浦东、南汇等区县有公交线路通往金山新城、朱泾、枫泾等地
- 从金山石化、朱泾、枫泾等地还有长途车辆通往浙江和江苏方向
- 区内各镇、街道之间均有线路互相连接，尤其以金山新城至朱泾的公交线路最多
- 区内各镇、街道也设有公交线路连接辖区内的重要设施、农村集镇等
- 金山区城区主要公交线路

### 城市轨道交通
- 金山铁路和金山至平湖市域铁路

由沪杭铁路金山支线改建形成的金山铁路是上海轨道交通首条市郊区域铁路，是金山与上海市区间的主要交通方式之一。其在金山境内共设有亭林站（新建）、金山园区站（既有站改造）和金山卫站（新建）。线路改造工程于2009年8月12日开工，2012年9月28日建成通车。金山至平湖市域铁路接金山铁路金山卫站，向西延伸至平湖、海盐，计划在金山区内新建一座车站，即金山大道站，目前浙江段在建。
- 南枫线和嘉兴至枫南市域铁路

南枫线是上海市的一条市郊铁路，起自南汇支线临港开放区站，经上海自贸区临港新片区、奉贤区奉城镇、奉贤新城、金山区亭林镇、朱泾镇、枫泾镇至枫泾站，全长95.8公里，直接工程投资金额280亿元，一期工程已启动建设。线路在亭林站与金山线换乘。嘉兴至枫南市域铁路规划接南枫线枫泾站继续向西至嘉兴。枫泾站至省界的数公里路段的规划尚未公示。

### 铁路
- 沪昆铁路：途径金山区西北部，在枫泾镇内设有枫泾站（不办理客运业务）。
- 沪昆客运专线：在金山区西北部设有金山北站[15]。
- 沪杭城际铁路（规划中）。
- 金山铁路（原沪杭铁路金山支线）：连接金山卫与上海市区，在金山区境内设有金山卫站、金山园区站、亭林站。原金山支线还设有金卫东站（已废弃）、金卫西站。
- 浦东铁路（现作货运线）：从沪杭铁路金山支线金山园区站南侧岔开向东，在金山区境内设有漕泾站。
- 沪乍铁路（规划中）：连接上海与浙江，并在金山区境内设置客运站[11]。

### 水运
目前，全区现有五级航道三条，分别是平申线、龙泉港、新东海港，通航里程为38.98公里，常年航道300吨级船舶，这也是上海内河航道“一环十射”的组成部分，是上海内河集装箱运输干线航道；六级航道九条，分别是蒲泽塘、张泾河、白牛塘、秀州塘、中运河、枫泾塘、惠高泾、金卫城沟、紫石泾。通航里程为92.51公里，常年通航100吨级船舶。

## 旅游
金山拥有丰富的人文资源和自然景观。随着枫泾古镇、金山廊下现代农业园区和城市沙滩等一大批旅游景点设施的开发，来金山旅游的游客逐年增加，金山在国内的知名度也日益提升。每年举办的“金山旅游节”、“金山（吕巷）蟠桃节”、“枫泾水乡婚典”等一系列旅游活动也吸引了许多来自上海市区和全国各地的游客。
这里有典型的80年代设计的街区，绿荫青翠，鸟语花香，漫步其中，宛如又回到那个充满梦想与希望的年代，很适合怀旧的80后小夫妻来此拍摄复古的婚纱照。

### 旅游景点
- 枫泾镇
  - 枫泾古镇
  - 枫泾三桥
  - 古戏台
  - 大清邮局
  - 东区火政会
  - 枫围人民公社
  - 毛泽东像章珍藏馆
  - 丁聪漫画陈列馆
  - 程十发祖居
  - 中国农民画村
  - 上海乐高乐园（在建）
- 朱泾镇
  - 东林寺
  - 花开海上生态园
  - 船子缘
  - 新天鸿名人高尔夫度假村
  - 上海马术运动场
  - 金山农民画院
  - 金山博物馆
  - 济众桥
  - 五龙禅寺
  - 孙旭初故居
  - 田趣坊农家乐
  - 宝葫堂
  - 凌云阁
  - 吴松棂宅
  - 蓝天园林苗木基地
  - 五福广场
- 亭林镇
  - 古松园
  - 松隐禅寺和华严塔
- 廊下镇
  - 金山现代农业园区
  - 上海廊下郊野公园
- 金山新城
  - 金山城市沙滩
  - 金山三岛
  - 金山卫侵华日军登陆处
  - 金山嘴渔村
  - 金山国家级海洋公园（在建）
  - 金山区科技馆
  - 金山区博物馆 （页面存档备份，存于）
  - 金山滨海公园
  - 金山足球场
  - 金山万达广场
  - 百联金山购物中心
  - 金山易家中心
  - 金山新城公园
- 张堰镇
  - 上海南社纪念馆（姚光故居）
- 漕泾镇
  - 古海塘遗址
  - 古冈身遗址
  - 上海漕泾郊野公园（二期在建）

### 世界沙滩排球巡回赛
自2004年起，世界沙滩排球巡回赛就增设了上海站的比赛，比赛地点设置在了金山石化的城市沙滩景区。起先，在2004年时举办的是世界女子沙滩排球巡回赛上海站的比赛，从2005年增加了男子沙排比赛，并改称世界沙滩排球巡回赛中国上海金山公开赛。至2009年，金山已举办了连续6届的比赛。

### 上海金山沙滩音乐节
2012年上海金山热波音乐节（金山沙滩）音乐节，于2012年7月20日至7月22日在金山城市沙滩举办。台湾小天王罗志祥 黄立行 棒棒堂 曲婉婷 触执毛乐队 Nova Heart GALA 甜蜜孩子 王厂长和乐队 点地梅 甜品店Fearlessm蘑菇团 等乐队将热波火热激情传递与你 共同感受夏日共同玩音乐，再度登陆上海的热波音乐节依旧主打“玩音乐”的概念，在热辣的海滩上演音乐狂欢嘉年华。

## 宗教
金山地区有佛教、道教、天主教和基督教，信徒遍及城乡各地。唐代时佛教、道教已经在金山十分兴盛。明末和清光绪年间，天主教与基督教相继传入。解放后，金山的宗教活动逐渐减少。在“文化大革命”中，金山的宗教活动一度停止并受到严重冲击。1979年后，为落实党的宗教政策，基督教、天主教和佛教有所发展。此外，金山还有少数回族同胞，信奉伊斯兰教。

### 佛教
佛教在金山的流传极早。唐代时在枫泾、朱泾、亭林等地已经建立了寺庙。中华民国18年（公元1929年），全县有僧171人，尼62人。民国37年（公元1948年），县佛教分会设在东林寺内，有会员165人，其中僧124人，尼41人，全县参加佛教协会的寺庙有134所。中华人民共和国成立后，信佛者日渐减少，不少僧尼弃教还俗。“文化大革命”中，“破四旧”运动兴起，金山有大批的佛教建筑和珍贵文物被破坏。直到1979年后，宗教信仰才重新受到尊重。近年来，前往寺庙烧香拜佛的人日益增多。1993年12月，金山县佛教协会成立。1997年金山撤县建区后，同年9月成立金山区佛教协会。现共有信徒43323名。
名刹古寺
- 朱泾东林寺
- 朱泾五龙禅寺
- 亭林松隐禅寺
- 枫泾性觉寺
- 金山卫万寿寺
- 朱泾西林寺（已毁，现并入朱泾东林寺）
- 亭林宝云寺（已毁）

### 道教
道教在金山的发展主要从清代开始。当时乡间多数道士都是俗家道士。1949年前大约有道士165人。金山的道教活动主要以做道场（又称“建蘸”）为主。1949年后，信奉道教的人逐渐减少，道教活动一度停止。如今，道教活动仅在小范围内进行，主要做纪念性的道场。

### 天主教
天主教于明末清初传入金山。1949年前约有教徒5000人，有天主堂本堂4所，分堂44所。1949年后，中共对天主教实行“独立自主，自办教会”的方针。教徒于每年的复活节、圣神降临节、圣母升天节和圣诞节聚集教堂，在主教或神父的主持下举行瞻礼活动，平时逢周日到教堂望弥撒。1987年，金山县天主教爱国会第一届代表大会召开，成立了县天主教爱国会，当时全县约有教徒8000多人。1997年金山撤县建区后，同年9月成立金山区天主教爱国会。现共有信徒9812名。

### 基督教新教
新教于清光绪年间传入金山，民国时期逐渐兴盛，抗战胜利后，朱泾堂一度成为松江教区之首堂。1949年后，中共对新教实行“自养、自治、自传和独立自主、自办教会”方针。教徒于周日前往教堂做礼拜。1986年12月，金山县基督教三自爱国运动委员会成立，当时全县约有教徒4000人。1997年金山撤县建区后，同年9月成立金山区基督教三自爱国运动委员会。现共有信徒3294名。

## 教育

### 高等教育
金山区境内有两所高等院校，华东理工大学金山校区坐落于金山区金山卫镇境内。目前，金山校区已改建成为华东理工大学金山科技园区。上海中侨职业技术大学位于金山区张堰镇，2019年12月通过教育部部长办公会议，拟批准设置为本科高等院校，也是上海首家，全国第二批本科层次职业教育试点学校。

### 高级中学
全区现有两所上海市实验性示范性高级中学（金山中学、华东师范大学第三附属中学），四所区级重点高级中学（张堰中学、上海师范大学第二附属中学、亭林中学、华东师范大学附属枫泾中学），另有一所区属普通高级中学（朱泾中学）。
另有上海金山区世界外国语学校（简称金山世外）是一所十二年一贯制民办学校，创办于2017年3月，与上海世外中小学、青浦世外、嘉定世外、宝山世外等同属于均瑶集团旗下的世外教育集团。学校位于金山新城核心地段，简欧风格建筑现代高雅，校园环境优美宜学，场馆设施智能齐全，寄宿制国际化办学，赋予“新世外校”的全视野与高规格。

### 义务教育
2008年，全区义务教育入学率100%，初中毕业率99.1%。

## 卫生
截止于2020年6月，金山区全区医疗卫生机构为300所（包括上海市公共卫生临床中心）。其中：公立医院7所，包括三甲专科医院1所，即上海市公共卫生临床中心；三乙综合医院1所，即复旦大学附属金山医院 （页面存档备份，存于）；二级综合医院2所，即市六医院金山分院和亭林医院；中西医结合医院、精神卫生中心、老年护理医院各1所。社区卫生服务中心（含分中心）16所，社区卫生服务站13所及村卫生室121所。专业公共卫生机构7所，疾病预防控制中心、卫健委监督所、妇幼保健所、医疗救护站、血站、牙病防治所、计划生育指导中心。其他卫生机构5所，卫生学校、血液管理事务中心、医疗事故技术鉴定中心、爱国卫生事务中心、卫生事务中心。内设医疗机构和学校保健站46所。另有社会办医疗机构85所，其中综合医院1所、妇科医院1所、精神病医院1所、护理院1所、眼科医院1所、老年护理医院2所、口腔医院1所、诊所46所、门诊部26所、护理站4所、检验所1所。

## 政治

### 中国国民党
金山地区最早的政党组织是中国国民党金山县党部，创立于中华民国13年（1924年）5月。抗日战争爆发后，国民党金山党部溃散。至中华民国34年（1945年）抗日战争胜利后，国民党在金山县重建党部直至1949年金山被共产党攻占。

### 中国共产党
中国共产党在金山境内最早设立的党组织是中国共产党枫泾独立支部和浦南特别支部，创立于中华民国15年（1926年）和民国16年（1927年）。“‘四一二’政变”后，中共浦南特支和枫泾独支遭到国民党的镇压，被迫转入地下工作，并策划了枫泾暴动和新街暴动。抗战时，中共在金山重建党组织，领导抗日革命。抗战胜利后，中共浦南特派员在境内领导了工农革命直至1949年金山解放成立了中国共产党金山县委员会。1997年金山撤县建区，中共金山县委撤销，成立了中共金山区委。
现任中国共产党金山区委书记、金山区人民政府区长是胡卫国。
历任中共金山区委书记和金山区区长
| 区委书记 | 任职时间             | 区长   | 任职时间              |
| -------- | -------------------- | ------ | --------------------- |
| 刘国胜   |                      | 周耘农 | 1997年5月-1999年11月  |
| 李金生   |                      | 李金生 |                       |
| 李毓毅   | 2004年12月-2007年4月 | 李毓毅 | 2003年4月-2005年1月   |
| 吴尧鑫   | 2007年8月-2009年9月  | 郝铁川 | 2005年2月-2006年11月  |
| 杨建荣   | 2009年9月-2014年10月 | 吴尧鑫 | 2006年11月-2007年8月  |
| 李跃旗   | 2014年11月-2016年7月 | 赵福禧 | 2007年8月-2011年9月   |
| 赵卫星   | 2016年7月-2019年10月 | 李跃旗 | 2011年9月-2015年1月   |
| 胡卫国   | 2019年10月-2021年9月 | 胡卫国 | 2015年1月-2019年12月  |
| 刘健     | 2021年9月-           | 刘健   | 2019年12月-2022年1月  |
|          |                      | 李泽龙 | 2022年1月--2024年12月 |
|          |                      | 袁罡   | 2025年1月-            |
|          |                      |        |                       |

### 民主党派
1987年起，中国国民党革命委员会等民主党派开始在金山县设立地方组织。至1997年金山撤县建区，八大民主党派在金山都设立了自己的地方组织。另外还有金山区工商联、区知联会等群众组织。

## 批评
金山由于其地理位置处于上海市的西南远郊，距离上海市中心距离较远，而金山又属于农业大区，其经济基础较为薄弱，因此金山的经济总量与邻近兄弟区县（如松江等）相比有较大差距，这使得金山的发展始终不能有较大的进步。
又由于金山建设“上海国际化工城”的需要，在金山境内的上海石化和上海化工区等一系列化工企业落户，使得环境问题一直困扰着金山百姓，近年来也成为了政府与百姓之间矛盾的根源之一。
2015年，政府计划将原高桥的PX化工项目搬迁到金山区,引发了2015年上海市金山区反对PX项目事件。
2022年6月18日，上海石化化工部乙二醇装置区域发生火情引起2022年上海石化爆炸事故。